# Station Sart-Moulin
Station Sart-Moulin (Frans: Gare de Sart-Moulin) is een voormalig station langs spoorlijn 115 bij het dorp Sart-Moulin in de Waals-Brabantse gemeente Eigenbrakel.

## Kuifje
Het nabijgelegen kasteel van Sart-Moulin (Molenheide - of zoals Hergé het noemde: Moulin-Sart (Heidemolen)) stond model voor het kasteel Molensloot dat bewoond wordt door professor Zonnebloem en kapitein Haddock met zijn butler Nestor in enkele van de avonturen van Kuifje.
0,0: Eigenbrakel ·
2,0: Sart-Moulin ·
3,9: Noucelles ·
5,7: Woutersbrakel ·
7,6: Kasteelbrakel ·
9,6: Nidérand ·
12,5: Klabbeek ·
14,0: Tubeke ·
16,4: Ripain ·
18,1: Quenast ·
20,6: Rebecq ·
24,1: Rognon